# 复临信徒世界广播电台
复临信徒世界广播电台（Adventist World Radio，缩写为：AWR）是一个总部位于美国马里兰州银泉的基督复临安息日会广播电台，始创于1971年。使用中波或大功力调频发射器、短波以及通过当地电台、电缆、人造卫星和互联网，覆盖达到大约160个国家、77种语言和方言区的数百万人。另外，电台在英国也有分支机构。其运营资费主要来自于信徒的捐赠。其中文呼号为“希望之声”（Voice of Hope）。
2012年，其关岛分部迁往印度尼西亚。

## 中文广播
复临信徒世界广播电台的中文广播平均每日播出10小时，由关岛发射，呼号为KSDA。